# Verro
Verro — бытовой робот, разработанный компанией iRobot, и предназначенный для уборки бассейнов. Выпуск продукта состоялся в апреле 2007 г. По заявлениям компании робот способен самостоятельно удалять из воды листья, волосы, песок, водоросли и бактерии. Робот работает автономно.
Verro оснащен электродвигателем, способным перекачивать 260—360 литров воды в минуту в зависимости от модели, обеспечивая всасывание на двух вакуумных устройствах, расположенных в нижней части робота. Вода, забираемая роботом, проходит через фильтр-мешок, который, по заявлениям компании, улавливает грязь и мусор размером до двух микрон. Откачивание воды в нижней части робота создаёт силу, обеспечивающую сцепление Verro с дном бассейна или его стенками.

## Особенности работы устройства
Щетки, расположенные спереди и сзади робота, счищают частицы, прилипшие к стенкам и дну бассейна, которые затем всасываются вместе с остальной грязью и мусором. По заявлениям производителя алгоритм движения Verro позволяет роботу вычищать ваш бассейн по всей площади — от дна до линии уровня воды за 60-90 минут.
Для того, чтобы удерживаться на дне и стенках бассейна, Verro создаёт тягу, перекачивая воду через фильтр-мешок. При засорении мешочного фильтра эффективность очистки бассейна роботом Verro снижается, также у робота возникают затруднения во время перемещения вверх по
стенкам бассейна и по дну. В связи с этим компания-производитель рекомендует регулярно производить очистку мешочного фильтра.

## Модельный ряд
Компания iRobot выпускает следующие модификации робота Verro:
- Verro 100 Above Ground — предназначен для чистки бассейнов, расположенных над уровнем земли. Рассчитан на фильтрацию воды со скоростью до 260 литров в минуту.
- Verro 300 Pool Cleaning Robot — подходит для бассейнов с бетонными поверхностями[1].
- Verro 500 PowerScrub — предназначен для чистки бассейнов, расположенных ниже уровня земли. Подходит для бассейнов с виниловыми покрытиями[1]. Рассчитан на 3 часа непрерывной работы[4].